# مونته‌نرو دی بیساچیا
مونته‌نرو دی بیساچیا (به ایتالیایی: Montenero di Bisaccia) یک کومونه در ایتالیا است که در استان کامپوباسو واقع شده‌است. مونته‌نرو دی بیساچیا ۹۳٫۰ کیلومترمربع مساحت و ۶٬۷۸۱ نفر جمعیت دارد و ۲۷۳ متر بالاتر از سطح دریا واقع شده.